# Australian Open 2015/Herrendoppel-Rollstuhl
Das Herrendoppel (Rollstuhl) der Australian Open 2015 war ein Rollstuhltenniswettbewerb in Melbourne und fand vom 28. bis zum 31. Januar statt.
Titelverteidiger waren Stéphane Houdet und Shingo Kunieda.

## Setzliste
| Nr. | Paarung                         | Erreichte Runde |
| --- | ------------------------------- | --------------- |
| 01. | Stéphane Houdet Shingo Kunieda  | Sieg            |
| 02. | Joachim Gérard Maikel Scheffers | Halbfinale      |

## Ergebnisse
Zeichenerklärung
- Q = Qualifikant
- WC = Wildcard
- LL = Lucky Loser
- ITF = qualifiziert über ITF-Ranking
- ALT = alternate (Ersatz)
- PR = Protected Ranking
- SE = Special Exempt
- r = retired (Aufgabe)
- d = Disqualifikation
- w.o. = walkover
- [ ] = Match-Tie-Break

|  | Halbfinale | Halbfinale                      | Halbfinale | Halbfinale | Halbfinale |  |  | Finale | Finale                         | Finale | Finale | Finale |
|  |            |                                 |            |            |            |  |  |        |                                |        |        |        |
|  |            |                                 |            |            |            |  |  |        |                                |        |        |        |
|  | 1          | Stéphane Houdet Shingo Kunieda  | 6          | 6          |            |  |  |        |                                |        |        |        |
|  |            | Adam Kellerman Nicolas Peifer   | 1          | 0          |            |  |  |        |                                |        |        |        |
|  |            |                                 |            |            |            |  |  | 1      | Stéphane Houdet Shingo Kunieda | 6      | 6      |        |
|  |            |                                 |            |            |            |  |  |        | Gustavo Fernández Gordon Reid  | 2      | 1      |        |
|  |            | Gustavo Fernández Gordon Reid   | 6          | 7          |            |  |  |        |                                |        |        |        |
|  | 2          | Joachim Gérard Maikel Scheffers | 1          | 5          |            |  |  |        |                                |        |        |        |
|  |            |                                 |            |            |            |  |  |        |                                |        |        |        |